# Juan Guaidó
Juan Guaidó, celým jménem Juan Gerardo Guaidó Márquez, (* 28. července 1983 La Guaira) je venezuelský politik a bývalý předseda venezuelského Národního shromáždění bojující proti komunismu a Nicolasovi Madurovi. Dne 23. ledna 2019 se veřejně prohlásil úřadujícím prezidentem Venezuely.

## Politická kariéra
V roce 2007 se účastnil protestů proti neudělení vysílací licence nezávislé televizní sítě Radio Caracas Televisión (RCTV), která kritizovala vládu Huga Cháveze.
V roce 2009 se stal zakládajícím členem středové strany Lidová vůle (španělsky Voluntad Popular).
V roce 2015 byl zvolen do venezuelského Národního shromáždění za stát Vargas.
Od dubna 2023 Guaidó žije v Miami ve Spojených státech. Venezuela usiluje o jeho zatčení, státní zástupce ho obvinil mj. z praní špinavých peněz, vlastizrady nebo zneužití státních prostředků ve vlastní prospěch.

### Prohlášení prezidentem
Dne 5. ledna 2019 byl Guaidó zvolen předsedou Národního shromáždění. Během svého projevu označil venezuelského prezidenta Nicolase Madura za uzurpátora, pokud složí 10. ledna prezidentský slib.
Guaidó se veřejně prohlásil prezidentem 23. ledna 2019 během desetitisícových demonstrací v hlavním městě Caracasu, které sám svolal. Vzápětí ho dočasným prezidentem uznaly Spojené státy americké.
Jeho prezidentství uznalo více než 60 států, postupně ale jeho podpora slábla jak doma, tak v zahraničí. V závěru roku 2022 sami opoziční politici rozhodli o rozpuštění tzv. prozatímní vlády, v jejímž čele stál. Rozhodli se ji nahradit komisí, která se bude soustředit na prezidentské volby v roce 2024.

### Reakce
Domácí
- Venezuelský ministr obrany Vladimir Padrino odmítl jménem armády „samozvaného prezidenta“.[3]
- Nejvyšší soud zakázal Guaidóovi vycestovat ze země a obstavil jeho bankovní účty.[11][12]

Zahraniční
- Argentina podpořila Juana Guaidóa.[3]
- Bolívie podpořila Nicoláse Madura.[3]
- Brazílie podpořila Juana Guaidóa.[3]
- Vláda České republiky uznala Juana Guaidóa za dočasného prezidenta 4. února 2019.[13][14]
- Předseda Evropského parlamentu Antonio Tajani označil režim Nicoláse Madura za nelegitimní, kvůli absenci svobodných voleb.[15] Evropský parlament jako celek uznal Juana Guiadóa prozatímním prezidentem Venezuely 31. ledna 2019.[16][17][18] V lednu 2021 ho ministři zahraničí zemí EU přestali uznávat.[19]
- Předseda Evropské rady Donald Tusk podpořil Guaidóa a Národní shromáždění.[3]
- Vysoká představitelka Unie pro zahraniční věci Federica Mogheriniová vyzvala Venezuelu k uspořádání svobodných voleb a podpořila Národní shromáždění.[2]
- Francouzský prezident Emmanuel Macron uvedl, že je připraven uznat Guaidóa dočasným prezidentem, pokud nebudou vyhlášeny nové volby.[20] Po skoro týdenní lhůtě Francie uznala Guaidóa za dočasného prezidenta.[21]
- Guatemala podpořila Juana Guaidóa.[3]
- Chile podpořilo Juana Guaidóa.[3]
- Írán podpořil Nicoláse Madura.[15]
- Kanada uznala Guaidóa jako úřadujícího prezidenta.[2]
- Kolumbie podpořila Juana Guaidóa.[3]
- Kostarika podpořila Juana Guaidóa.[3]
- Kuba dále podporuje Nicoláse Madura.[2]
- Mexiko podporuje Nicoláse Madura, jako „prezidenta zvoleného v souladu s ústavou“.[3]
- Německý ministr zahraničí Heiko Maas podpořil Národní shromáždění a uvedl, že Nicolás Maduro není „ demokraticky legitimním prezidentem.“[15] Německá vláda poté oznámila, že je připravena uznat Guaidóa dočasným prezidentem, pokud nebudou vyhlášeny nové volby.[20][22]
- Paraguay podpořila Juana Guaidóa.[3]
- Peru podpořilo Juana Guaidóa.[3]
- Ruští zákonodárci vyjádřili podporu stávajícímu prezidentovi Nicolási Madurovi.[2]
- Britský ministr zahraničí Jeremy Hunt uvedl, že Spojené království uznává dočasným prezidentem Guaidóa.[23]
- Syrská vláda podpořila Nicoláse Madura.[15]
- Španělský premiér Pedro Sánchez uvedl, že uzná Guaidóa prezidentem, pokud nebudou do 3. února 2019 vyhlášeny nové prezidentské volby.[20] 4. února španělská vláda oficiálně uznala Juana Guaidóa za úřadujícího prezidenta Venezuely.[23]
- Turecko podpořilo Nicoláse Madura.[15]
- Spojené státy americké uznaly Guaidóa jako hlavu státu.[2] Prezident USA Donald Trump vyzval své spojence k témuž.[3]